# Osmaneli
Osmaneli là một huyện thuộc tỉnh Bilecik, Thổ Nhĩ Kỳ. Huyện có diện tích 510 km² và dân số thời điểm năm 2007 là 21022 người, mật độ 41 người/km².